# شانون سيلفا
شانون سيلفا (بالإنجليزية: Shannon Emerick)‏ هي ممثلة أمريكية، ولدت في 24 سبتمبر 1973 في دالاس في الولايات المتحدة.

## وصلات خارجية
- شانون سيلفا على موقع IMDb (الإنجليزية)
- شانون سيلفا على موقع قاعدة بيانات الفيلم (الإنجليزية)
- شانون سيلفا على موقع ANN person (الإنجليزية)